# Siła wyższa (serial telewizyjny)
Siła wyższa – polski serial komediowy.
Film kręcony w Ornecie, Krośnie, Otwocku Wielkim, Badowie Górnym, Konstancinie i Zalesiu Górnym.

## Fabuła
Serial opowiada o życiu franciszkańskich zakonników. Przy klasztorze pracuje także siostra Bazylia i pan Franek. Spokojne życie mnichów zostaje zaburzone przez powstanie nieopodal Buddyjskiego Centrum Duchowości i Medytacji. Jest to opowieść o życiu dwóch odległych od siebie kultur i religii.

## Obsada

### Bohaterowie główni
- Anna Dereszowska – jako Dorota, rodzona siostra Bazylii
- Katarzyna Żak – jako siostra Bazylia C.S.S.F. (felicjanka)
- Piotr Fronczewski – jako o. Jan OFM (gwardian klasztoru franciszkanów)
- Leon Charewicz – jako o. Jerzy OFM
- Sławomir Pacek – jako br. Wojciech OFM
- Robert Majewski – jako o. Robert OFM
- Krzysztof Dracz – jako Tashi Ga (mistrz buddyjski)
- Piotr Grabowski – jako Tomasz Malicki

### Bohaterowie drugoplanowi
- Michał Lesień – jako Adam
- Agnieszka Michalska – jako Aldona
- Katarzyna Wajda – jako Zosia
- Karolina Nolbrzak – jako Jola
- Monika Krzywkowska – jako Urszula
- Kamilla Baar – jako Kinga
- Remigiusz Jankowski – jako Borys
- Dagmara Bąk – jako Agata Malicka
- Marta Mazurek – jako Ala Malicka
- Krzysztof Zawadzki – jako aspirant Helski
- Rafał Zawierucha – jako Franek
- Cezary Pazura – jako szef Doroty
- Rafał Rutkowski – jako poseł Hirek
- Adam Krawczuk – jako poseł Kazik
- Maciej Wierzbicki – jako poseł Paweł
- Marcin Perchuć – jako poseł Jarek Kozłowski

### Gościnnie
- Renata Berger – jako nauczycielka
- Dorota Bierkowska – jako nauczycielka
- Malwina Buss – jako Milena
- Dorota Chotecka – jako Grykowska
- Beata Deskur – jako katechetka
- Ireneusz Dydliński – jako strażak
- Jarosław Gruda – jako monter
- Borys Jaźnicki – jako dziennikarz Rafał Fino
- Anna Karczmarczyk-Litwin – jako Monika
- Joanna Lissner – jako urzędniczka
- Iwona Rulewicz – jako nauczycielka
- Paweł Szczesny – jako urzędnik
- Dajana Tymon – jako urzędniczka
- Marta Wardyńska – jako nauczycielka
- Witold Wieliński – jako lekarz

## Serie
| Seria | Seria | Odcinki | Oryginalna emisja | Oryginalna emisja |
| Seria | Seria | Odcinki | Premiera serii    | Finał serii       |
| ----- | ----- | ------- | ----------------- | ----------------- |
|       | 1     | 13      | 2 września 2012   | 25 listopada 2012 |

## Spis odcinków
1. Buddyjski grom – 02.09.2012
2. Błogosławiona katastrofa – 09.09.2012
3. Porwanie – 16.09.2012
4. Bunt w klasztorze – 23.09.2012
5. Droga ślepców – 30.09.2012
6. Studnia pojednania – 07.10.2012
7. Zazdrość i medycyna wschodnia – 14.10.2012
8. Post uszlachetniający – 21.10.2012
9. Świętokradztwo – 28.10.2012
10. Coup de grace – 04.11.2012
11. Polityka miłości – 11.11.2012
12. Wizytacje – 18.11.2012
13. Cud – 25.11.2012

## Oglądalność
| Odcinek | I seria                         |
| ------- | ------------------------------- |
| 1       | 4 046 879 (2 września 2012)     |
| 2       | 3 678 287 (9 września 2012)     |
| 3       | 3 387 203 (16 września 2012)    |
| 4       | 3 177 897 (23 września 2012)    |
| 5       | 4 325 885 (30 września 2012)    |
| 6       | 3 090 810 (7 października 2012) |
| 7       | (14 października 2012)          |
| 8       | (21 października 2012)          |
| 9       | (28 października 2012)          |
| 10      | (4 listopada 2012)              |
| 11      | (11 listopada 2012)             |
| 12      | (18 listopada 2012)             |
| 13      | (25 listopada 2012)             |